# تیفون ایدا (۱۹۴۵)
تیفون ایدا (انگلیسی: Typhoon Ida) یا ماکورازاکی تیفون(به ژاپنی:枕崎台風)، یک تیفون قدرتمند و بسیار مرگبار بود که بر فراز اقیانوس آرام غربی شکل گرفت و در سپتامبر ۱۹۴۵، اندکی پس از تسلیم ژاپن در جنگ جهانی دوم (سند تسلیم ژاپن) به ژاپن برخورد کرد و باعث مرگ بیش از ۲۰۰۰ نفر شد. این طوفان بخش‌هایی از کیوشو و جزایر ریوکیو را که قبلاً توسط جنگ ویران شده بودند، درنوردید و اثرات بمباران اتمی هیروشیما و ناگاساکی را که تنها یک ماه قبل رخ داده بود، تشدید کرد و منجر به ویرانی بیشتر این شهر ویران شده شد. این طوفان احتمالاً سرعت باد بسیار بالاتری نسبت به آنچه در آن زمان ثبت شده بود، داشته است، و تخمین‌های فعلی از حداقل فشار طوفان به ۹۱۷ میلی‌بار می‌رسد، اگرچه هواشناسان از شدت واقعی طوفان مطمئن نیستند. این طوفان همچنان یکی از مرگبارترین تیفون‌های تاریخ ژاپن است و یکی از معدود طوفان‌هایی است که با نام جداگانه‌ای در زبان ژاپنی شناخته می‌شود.